# Kolomanibrunnen

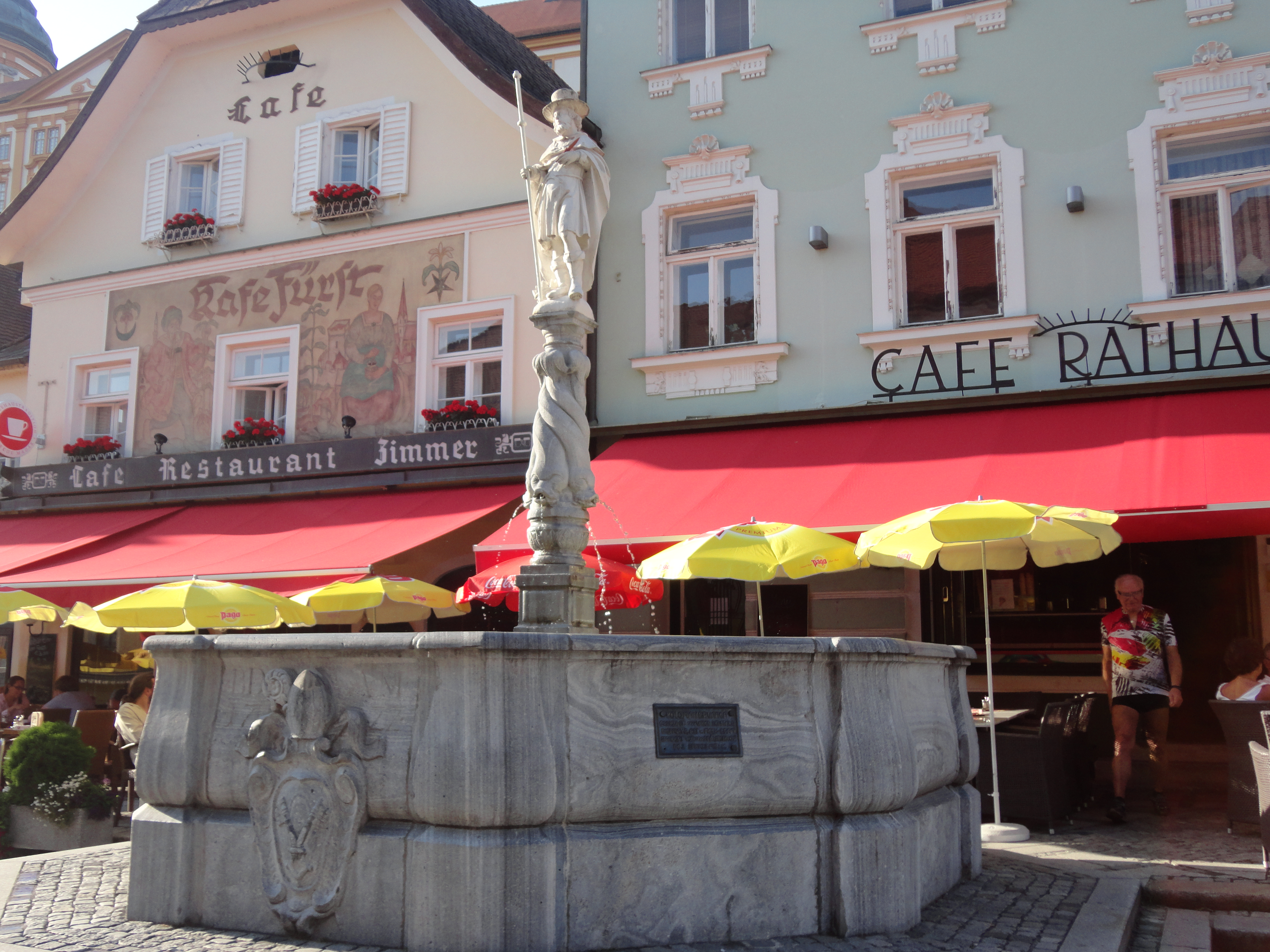
Kolomanibrunnen

Der Kolomanibrunnen ist ein dem Heiligen Koloman geweihter Brunnen in der Melker Altstadt. Er steht in der Mitte des Rathausplatzes.
Der Brunnen stammt aus dem Jahr 1687, als er für den Prälatenhof des Stiftes Melk in Auftrag gegeben worden war. Abt Berthold Dietmayr schenkte ihn 1722 der Stadt, da er nicht mehr in das barocke Konzept der Klosteranlage passte. Er wurde an der heutigen Stelle aufgestellt. In der Mitte des Brunnens steht auf einem Postament eine Statue des Heiligen mit seinen typischen Attributen: Pilgerhut und Pilgerstab.
Der Brunnen ist als Kulturdenkmal in der Landesdenkmalliste für Niederösterreich verzeichnet (Listeneintrag).

## Quelle
- Informationen zum Kolomanibrunnen auf melk.gv.at